# خاندان داته
خاندان داته (به ژاپنی: 伊達氏 Date-shi) یکی از خاندان های سامورایی ژاپنی بود.